# Серогрудая сорокопутовая мухоловка
Серогрудая сорокопутовая мухоловка (лат. Colluricincla harmonica) — вид певчих птиц семейства австралийских свистунов. Она довольно сильно распространена в большинстве районов Австралии, кроме самых засушливых внутриматериковых пустынь. Птица также встречается в Новой Гвинее.
Невзрачная серогрудая сорокопутовая мухоловка длиной около 24 см, именуемая в народе «поп-певица», является необыкновенным подарком для звонка, не имеющим аналогов среди других австралийских видов, кроме двух лирохвостов и северного родственника — коричневогрудой сорокопутовой мухоловки.
Серогрудая сорокопутовая мухоловка согласно МСОП находится в списке видов под наименьшей угрозой.

## Фотогалерея
- Северо-восток Квинсленда, Австралия, Апрель 2008

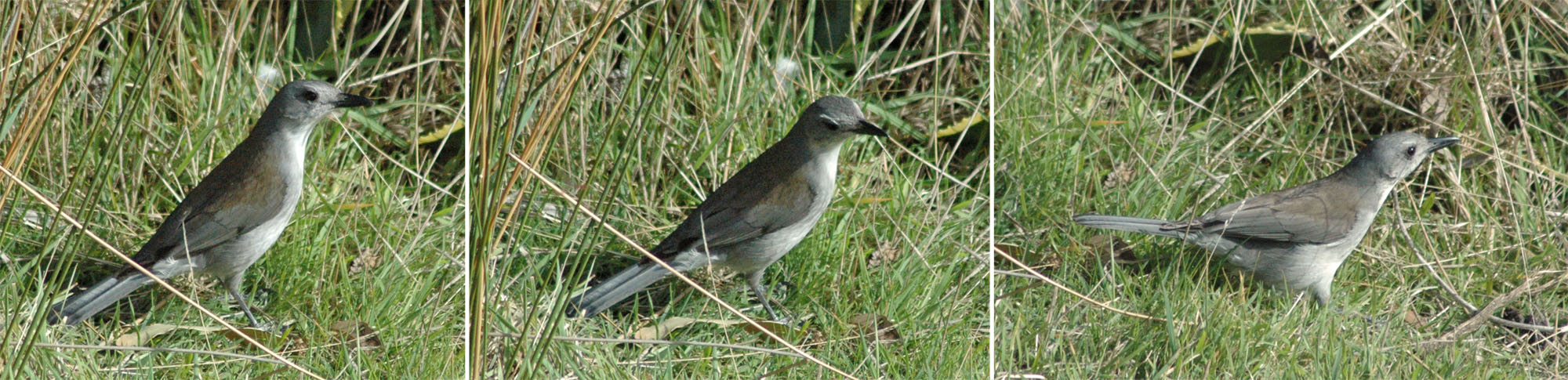
Особь, добывающая корм и материал для гнезда
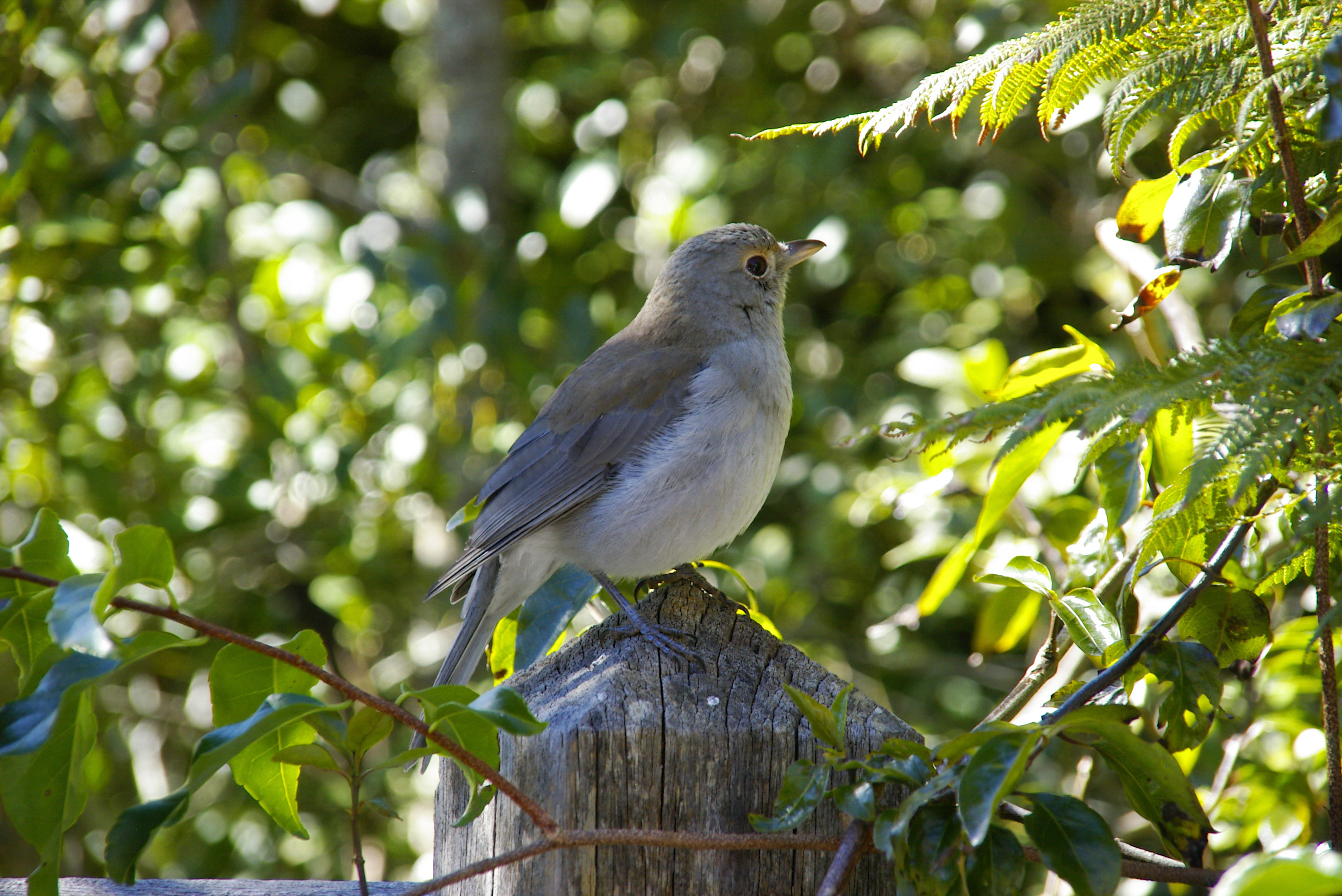
Дорриго, северо-запад Австралии, июль 2007